# Аніта Палленберг
Аніта Палленберг (англ.  Anita Pallenberg; 6 квітня 1944 (81 рік), Рим, Італія — 13 червня 2017, Чічестер, Англія) — італійська модель, актриса і дизайнер, модельєр. Цивільна дружина гітариста Rolling Stones Кіта Річардса в 1967—1980 роках.
Дочка італійського артиста і німецької секретарки, Аніта з ранніх років навчилася говорити на чотирьох мовах. Перед тим як осісти в Лондоні, вона жила в Німеччині та Нью-Йорку, де працювала в «Живому театрі» (роль у постановці Paradise Now, включала оголення на сцені) і на «Фабриці» Енді Уорхола.

## Біографія

### Поряд з The Rolling Stones
Палленберг стала відомою завдяки романтичним стосункам з учасниками групи Rolling Stones: Браяном Джонсом, з яким вона познайомилася в 1965 році, і Кітом Річардсом, до якого вона пішла після розриву з Джонсом в 1967 році. Також відомо про її короткострокові відносини з Міком Джаггером під час знімання фільму Perfomance, в якому вона зіграла одну з ролей і виступила співавтором сценарію. У березні 2007 року, коли «Perfomance» вийшов на DVD, Аніта категорично заперечувала любовний зв'язок. Палленберг і Річардс народили трьох дітей: у 1969 році народився син Марлон, в 1972 році — дочка Анжела. Третя дитина, син Тара, що народився в 1976 році, мав проблеми зі здоров'ям і помер незабаром після пологів.
Палленберг справила значний вплив на творчість Rolling Stones в період з другої половини шістдесятих і впродовж сімдесятих років і згадувалася у багатьох публікаціях про групу як тоді, так і згодом  Вона зіграла виняткову роль в «чоловічому» світі рок-н-ролу пізніх шістдесятих, несхожу на роль «дівчини з тусовки», дружини або учасника колективу. Музиканти жартують, що думка Палленберг змусила Міка Джаггера повернутися на студію і звести наново альбом Beggars Banquet, хоча матеріал вже був готовий до випуску. У виданому у 2002 році релізі групи Forty Licks Палленберг позначена як бек-вокалістка у пісні «Sympathy for the Devil»: її інтерес до окультизму чинив вплив на імідж групи весь період, протягом якого вона жила з Кітом Річардсом. Спогади Тоні Санчеса, що деякий час був охоронцем у Річардса і постачальником наркотиків, коротко описують безліч дивних містичних захоплень Палленберг:

Вона більше думала про чорну магії і почала носити з собою всюди в'язку часнику, аби відганяти вампірів. Вона навіть на ніч не розлучалася з нею. Крім того, у неї був незвичний старовинний посуд для святої води, який вона використовувала для деяких ритуалів. Її обряди ставали все секретнішими, і одного разу вона попередила мене, щоб я в жодному разі не переривав її, коли вона працює з заклинаннями.

Попри те, що Аніта Палленберг була матір'ю і вибирала домашнє життя, вона розділяла багато задоволень свого чоловіка й була затримана за звинуваченням у зберіганні наркотиків в 1977 році в Торонто, що ледь не розвалило гурт. Ордер на її арешт послужив приводом для обшуку номера в готелі, в якому зупинилися Палленберг і Річардс. Виявлена у неї кількість марихуани було незрівнянно меншою, ніж у Річардса, а проти Кіта було порушено справу. Загроза ув'язнення погіршила відносини між Палленберг і Річардсом, і в 1981 році Річардс повідомив в інтерв'ю журналу «Rolling Stone» про те, що сварка відбулася під тиском адвокатів, які переконали його розірвати відносини в спробі уникнути серйозніших проблем у майбутньому. Також Річардс заявив про те, що він продовжує любити Аніту, попри те, що в той час у нього зав'язувалися відносини з майбутньою дружиною Патті Хансен. 1985 року в інтерв'ю того ж журналу Мік Джаггер заявив про те, що Палленберг «ледь не вбила його», коли його запитали, чи не відчуває група відповідальності за пристрасть до наркотиків деяких людей, що були поблизу групи, таких як Маршалл Чесс, Джон Філліпс і Палленберг. Попри це, Річардс продовжував підтримувати відносини з Палленберг, запрошуючи на сімейні заходи та концерти, часто з дітьми та онуками, і як стверджується, вона потоваришувала з новою дружиною гітариста Патті Хансен. Співачка Маріанна Фейтфулл, колишня подружка Джаггера наприкінці шістдесятих, залишалася найкращою подругою Палленберг: у 2001 році вони разом зіграли в англо-французькому фільмі Absolutely Fabulous, де Фейтфулл зіграла роль Бога, а Палленберг — Диявола.

### Виправдання у вбивстві
У 1979 році у спільному домі Палленберг і Річардса у Саус Селем, Нью-Йорк, в ліжку Палленберг пострілом в голову з пістолета, що належить музиканту, покінчив життя самогубством сімнадцятирічний Скотт Кантрелл. Юнак працював сторожем в маєтку і виявився залучений в інтимний зв'язок з Палленберг. Сам Річардс знаходився в цей час в Парижі, де записував матеріал з Rolling Stones, однак його син в момент вбивства знаходився вдома. Палленберг була арештована, але в 1980 році справу класифікували як «самогубство», попри чутки про те, що коханці грали в
«російську рулетку». Поліційне слідство зробило висновок про те, що Палленберг не перебувала в кімнаті в момент пострілу.

## Кіно і мода
Протягом декількох років Палленберг взяла участь у зніманні безлічі фільмів. Особливо яскравими були її ролі Чорної Королеви в класичному науково-фантастичному фільмі Вадима Роже Барбарелла, роль сплячої дружини героя Мішеля Пікколі у стрічці Dillinger è morto режисера Марко Феррері і в авангардній стрічці 1970-го року Performance. 1968 року вона взяла участь в документальному фільмі про групу Sympathy for the Devil французького режисера Жана-Люка Годара, а також Cocksucker Blues, недоробленого документального фільму Роберта Френка про американський тур Rolling Stones у 1972 році.
У недавньому минулому образ Палленберг був обіграний в кіно і на телебаченні. Актриса Монет Мазур зіграла молоду Палленберг у фільмі 2005 року Stoned, біографічній стрічці про останній рік життя Браяна Джонса. 2006 року на телеканалі NBC в телевізійному шоу Studio 60 on the Sunset Strip героїня Гаррієт Хейс, найнята для цієї ролі самою Палленберг, знялася в епізоді самогубства сімнадцятирічного Кентрелла, заснованому на версії «російської рулетки». Але це вказує лише на те, що режисер дозволив собі пофантазувати і що Палленберг абсолютно виправдана в смерті Кентрелла.
Палленберг зайнялася дизайном одягу в дев'яностих, у віці 50 років, після чотирьох років в лондонській St. Martins School of Art and Design. Вона жила між Нью-Йорком і Європою і час від часу брала участь у вечірках як DJ.

## Фільмографія
- 1967 - A Degree of Murder / Mord und Totschlag - Марія
- 1968 - Wonderwall - дівчина на вечірці
- 1968 - Ласунка - сестра Баллок
- 1968 - Барбарелла - Чорна Каролева
- 1969 - Діллінджер мертвий - Жинетта
- 1970 - Performance - Фербер
- 1969 - Michael Kohlhaas — Der Rebell - Катріна
- 1972 - Umano non umano
- 1976 - Berceau de cristal
- 1998 - «Любов - це диявол» - Казино
- 2001 - Absolutely Fabulous IV (епізод IV «Donkey») - Диявол
- 2002 - Hideous Man
- 2007 - Містер Самотність - двійник Єлизавети II
- 2007 - Go Go Tales
- 2007 - Казки стриптиз-клубу - Сін
- 2009 - Napoli, Napoli, Napoli - матінка Люція
- 2009 - Дорогуша - Копіна
- 2011 - Останній день на Землі - мати Ская